# Florentino Soria Heredia
Florentino Soria Heredia (Gijón, 1 de juny de 1917 - Madrid, 2 de juny de 2015) fou un guionista de cinema, escriptor i actor espanyol. Va ser director de la Filmoteca Espanyola de 1970 a 1984.

## Filmografia

### Guionista
- 1948: Paseo por una guerra antigua
- 1954: La principessa delle Canarie
- 1956: Calabuch
- 1959: La vida alrededor
- 1960: El vagabundo y la estrella
- 1962: La banda de los ocho
- 1969: El otro árbol de Guernica
- 1970: Reza por tu alma... y muere
- 1971: La orilla
- 1972: La cera virgen